# Chromidotilapia schoutedeni
Espèce
Statut de conservation UICN

 LC  : Préoccupation mineure
Chromidotilapia schoutedeni (Pelmatochromis schoutedeni à l'origine) est une espèce de poissons de la famille des Cichlidés. Elle est endémique de la République démocratique du Congo où elle est présente dans le bassin du fleuve Congo.